# Helmuth Weidling
Helmuth Otto Ludwig Weidling (ur. 2 listopada 1891 w Halberstadt, zm. 17 listopada 1955 we Włodzimierzu) – oficer niemieckiej artylerii w armii pruskiej, Reichswerze i Wehrmachcie (Wehrmacht Heer). Weidling był ostatnim dowódcą obrony okręgu berlińskiego podczas bitwy o Berlin. Bronił stolicy III Rzeszy przed wojskami radzieckimi i ostatecznie poddał miasto tuż przed końcem II wojny światowej w Europie.

## Życiorys
Weidling urodził się w Halberstadt w Saksonii. Do wojska wstąpił w roku 1911.

### Polska, Francja i ZSRR
W listopadzie 1938 roku Weidling został pułkownikiem (Oberst) i dowódcą 56 pułku artylerii. Ze swoim oddziałem brał udział w kampanii wrześniowej w Polsce w roku 1939. W roku 1940 mianowano go dowódcą artylerii w XL Korpusie Pancernym, z którym uczestniczył w kampanii francuskiej oraz w początkowej fazie operacji Barbarossa. 1 stycznia 1942 roku, wciąż na froncie wschodnim, został dowódcą 86 Dywizji Piechoty. Miesiąc później został awansowany do stopnia generała brygady (Generalmajor), natomiast 1 stycznia 1943 awansował do rangi generała dywizji (Generalleutnant).

### XLI korpus pancerny
15 października 1943 roku (według niektórych publikacji 20 października) Weidling został dowódcą XLI korpusu pancernego. Pozostał na tym stanowisku do 10 kwietnia 1945 roku. W międzyczasie miał przerwę od 19 czerwca 1944 do 1 lipca 1944. Wówczas korpusem dowodził generał brygady Edmund Hoffmeister. Po bitwie pod Kurskiem (4–20 lipca) Weidlingowi ponownie oddano korpus pod komendę. Dwa miesiące później awansował na generała artylerii (General der Artillerie). 10 kwietnia zwolniono go ze stanowiska. Został oficerem rezerwy w Naczelnym Dowództwie Wojsk Lądowych (Oberkommando des Heeres). Dwa dni później mianowano go dowódcą LVI korpusu pancernego. Korpus ten wchodził w skład Grupy Armii „Wisła” Gottharda Heinriciego. (Heeresgruppe Weichsel). Jako dowódca korpusu Weidling wziął udział w bitwie o Berlin.

### LVI korpus pancerny
16 kwietnia Weidling przygotowywał się do bitwy o wzgórza Seelowa, która była częścią większej operacji – bitwy o Odrę i Nysę. LVI Korpus Pancerny znajdował się w centrum szyku. Po lewej jego stronie walczył CI Korpus Armii, a po prawej – XI korpus pancerny SS. Wszystkie te formacje wchodziły w skład 9 armii generała Theodora Busse, której zadaniem była obrona wzgórz nad Odrą. Chociaż korpusy znajdowały się na dogodnych ze strategicznego punktu widzenia pozycjach obronnych, to wyraźnie brakowało im czołgów. Zwierzchnik Weidlinga, Heinrici, wiedział, że kilka godzin wcześniej Hitler przeniósł trzy dywizje pancerne z Grupy Armii „Wisła” pod komendę „świeżo upieczonego” feldmarszałka Ferdinanda Schörnera. W czasie gdy Weidling dowodził LVI korpusem pancernym, szefem jego sztabu był pułkownik Theodor von Dufving. Natomiast pułkownik Hans-Oscar Wöhlermann pełnił funkcję oficera artylerii.
Do 19 kwietnia liczebność Grupy Armii „Środek” Schörnera topniała, a pozycja Grupy Armii „Wisła” była niemożliwa do dalszego utrzymania. Heinrici został zmuszony do wycofania swoich sił, w tym LVI korpusu pancernego Weidlinga. Wzgórza Seelow stanowiły ostatnią zasadniczą linię obrony poza Berlinem. Gdy została przełamana, droga do Berlina stanęła otworem przed Rosjanami. Aby uniknąć okrążenia i całkowitego rozbicia, Weidling wycofał swój korpus wraz z resztkami Grupy Armii „Wisła”.

### Bitwa o Berlin

#### Dowódca Berlińskiego Okręgu Obrony
22 kwietnia Adolf Hitler nakazał rozstrzelanie Weidlinga przez pluton egzekucyjny. Hitler uważał, że Weidling wydał swojemu korpusowi rozkaz odwrotu przed nacierającymi siłami radzieckimi. Według poglądu Hitlera odwrót wojsk był sprzeczny z rozkazami OKH. Jako zdrada, czyn ten kwalifikował się do zarządzenia kary śmierci. Okazało się, że zaistniała sytuacja była nieporozumieniem i wyjaśniła się przed wykonaniem wyroku na Weidlingu. 23 kwietnia Hitler mianował Weidlinga dowódcą okręgu berlińskiego. Zastąpił na tym stanowisku generała brygady Hellmutha Reymanna, pułkownika Ernsta Kaethera oraz samego Hitlera. Reymann pełnił tę funkcję zaledwie od 6 marca. Kaether utrzymał stanowisko zaledwie przez jeden dzień (22 kwietnia). Przez krótki okres Hitler osobiście odpowiadał za obronę Berlina, wraz ze swoim zastępcą – generałem majorem Erichem Bärenfängerem. Hitler powierzył Wedlingowi obronę centrum Berlina. Kazał mu walczyć do ostatniego żołnierza i kategorycznie zabronił kapitulacji.

#### Obrońcy
Podległe Weidlingowi siły obrony miasta składały się z 45 tys. żołnierzy podzielonych na kilka poważnie uszczuplonych dywizji piechoty (Heer) oraz oddziałów Waffen-SS. Niepełne dywizje zostały wzmocnione oddziałami policji, chłopcami z Hitlerjugend oraz 40 tys. żołnierzy Volkssturmu. Dowódcą dystryktu centralnego został SS-Brigadeführer Wilhelm Mohnke. Hitler osobiście powierzył Mohnkemu to stanowisko i oddał mu pod komendę 2 tys. ludzi. Sowieci szacowali później liczebność obrońców Berlina na 180 tys. osób. Ten rachunek opierał się na liczbie jeńców wziętych przez nich do niewoli. Wśród jeńców znalazło się wielu nieuzbrojonych mężczyzn w mundurach, w tym urzędnicy kolejowi i członkowie Służby Pracy Rzeszy (Reichsarbeitsdienst). Weidling zorganizował siły obronne w osiem sektorów numerowanych od „A” do „H”. Każdy z sektorów był dowodzony przez pułkownika lub generała. Jednak większość z nich nie posiadało doświadczenia bojowego. Na zachodzie miasta stacjonowała 20 zmotoryzowana dywizja piechoty. Na północy dysponował 9 dywizją spadochronową. Na północnym wschodzie miasta znajdowała się dywizja pancerna „Müncheberg”. Na południowym wschodzie Berlina oraz na wschód od lotniska Tempelhof rozlokowano 11 Ochotniczą Dywizję Piechoty SS „Nordland”. Rezerwowa 18 Dywizja Piechoty znajdowała się w centralnym dystrykcie Berlina. 25 kwietnia Weidling rozkazał generałowi majorowi rezerwy, Wernerowi Mummertowi, dowódcy Müncheberga, przejąć dowodzenie nad LVI korpusem armii. Kierowanie dywizją „Müncheberg” przekazał pułkownikowi Hansowi-Oscarowi Wöhlermannowi. Wöhlermann był dowódcą artylerii w Berlinie. 26 kwietnia Weidling rozkazał dywizjom „Müncheberg” oraz „Nordland” atak w kierunku lotniska Tempelhof oraz Neukölln. Na początku dywizja „Müncheberg”, ze swoimi dziesięcioma pozostałymi czołgami, wywołała zaskoczenie na tyłach wojsk radzieckich. Jednak uzyskany w ten sposób efekt nie został właściwie wykorzystany. Niemcy wykonali jeszcze kilka lokalnych kontrataków.

#### Kwatera główna w Bendlerblock
Około 26 kwietnia 1945 roku Weidling wybrał na swoją siedzibę starą kwaterę armii na Bendlerstrasse w Berlinie. Posiadała ona dobrze wyposażone schrony przeciwlotnicze i znajdowała się blisko Kancelarii Rzeszy. W podziemiach Bendlerblocku nie można było odróżnić dnia od nocy.

#### Zatopienie podziemi berlińskich
W południe 26 kwietnia Weidling zwolnił Wöhlermanna ze stanowiska dowódcy dywizji pancernej „Müncheberg” i zastąpił go Mummertem. We wpisie z dziennika oficera dywizji „Müncheberg” znaleziono następujący opis wydarzeń z 26 kwietnia:

Szkarłatna noc. Ogień ciężkiej artylerii. Niesamowita cisza. Otrzymaliśmy ostrzał z wielu domów. Bez wątpienia kolaboranci. Z Ministerstwa Lotnictwa przyszła wiadomość o zwolnieniu generała majora Ericha Bärenfängera ze stanowiska dowódcy garnizonu berlińskiego. Godzinę później dowiedzieliśmy się, że generał Weidling został naszym nowym dowódcą. Generał Mummert przejął korpus pancerny…

Późnym wieczorem 26 kwietnia Weidling przedstawił Hitlerowi szczegółową propozycję ucieczki z oblężonego Berlina. Gdy Weidling zakończył, Hitler potrząsnął głową i odpowiedział:

Wasza propozycja jest doskonała w każdym szczególe. Ale jaki jest jej sens? Nie mam zamiaru tułać się po lasach. Zostaję tutaj i zginę razem z podległymi mi żołnierzami. Pan, tymczasem, będzie kontynuować obronę.

27 kwietnia bardzo wcześnie rano Hitler nakazał zatopienie podziemi w celu spowolnienia postępu wojsk radzieckich. Rozkaz Hitlera spowodował zatonięcie tysięcy niemieckich żołnierzy pod komendą Weidlinga oraz cywilów, którzy schronili się w tunelach. Oficer dywizji „Müncheberg” opisał ten incydent w swoim dzienniku.

Nowy posterunek. Stacja metra Anhalter. Perony i pomieszczenia kontrolne wyglądają jak obóz wojskowy. Kobiety i dzieci tłoczą się w kątach i po wnękach. Inni siedzą na leżakach. Wszyscy wsłuchują się w odgłosy bitwy. Nagle woda zaczyna zalewać stację. Krzyki, płacz, przekleństwa. Ludzie przepychają się w drodze do drabin, które przez szyby wentylacyjne wychodzą na ulicę. Hektolitry bulgoczącej wody wdzierają się na schody. Dzieci oraz ranni są osamotnieni i nie mają szans na przetrwanie. Woda przykrywa ich, osiąga poziom trzech stóp lub więcej, a później powoli opada. Panika trwa godzinami. Wielu ludzi utonęło. Przyczyna: Na czyjś rozkaz inżynierzy wysadzili tamę na kanale pomiędzy Schöneberg a mostami w Mocken, żeby zatopić tunele przed nadejściem Rosjan. Tymczasem na ziemi, ponad tunelami, toczyły się ciężkie walki. Późnym popołudniem zmiana posterunku na stację metra przy Potsdamer Platz. Posterunek na pierwszym piętrze – tunele wciąż pełne wody. Bezpośrednie uderzenie w sufit. Duże straty wśród rannych i cywilów. Dym dostaje się przez otwory wydrążone przez pocisk. Na zewnątrz stosy panzerfaustów wzbijają się w powietrze. Kolejne uderzenie, przelot pod poziomem ulicy. Okropny widok: mężczyźni, żołnierze, kobiety i dzieci przyklejeni do ściany

Weidling zamieścił w swoim dzienniku następujący wpis:

O godzinie 5.00, po nagłym bombardowaniu ze znacznym wsparciem ze strony lotnictwa, Rosjanie zaatakowali z obu stron Hohenzollerndamm. Kwatera główna strefy obronnej pod ciężkim ostrzałem. Nadeszła pokuta za grzechy ostatnich lat. Potsdamer Platz oraz Leipzigerstrasse znalazły się pod ostrzałem ciężkiej artylerii. Pył z cegieł oraz kamienia unosił się w powietrzu niczym gęsta mgła. Samochód, którym jechałem do generała majora Ericha Bärenfängera musiał poruszać się bardzo ostrożnie, gdyż uderzające w ziemię pociski rozpryskiwały się na wszystkie strony. Trafił w nas grad kamiennych odłamków. Obok Zamku zatrzymaliśmy auto i pieszo udaliśmy się na Alexanderplatz. Wszystkie ulice pełne były wgłębień po bombach oraz fragmentów cegieł. Ulice i place były zdewastowane. Aby schronić się przed radzieckim bombardowaniem, musieliśmy szybko przejść z Alexanderplatz do podziemi. W przestronnej, dwupoziomowej stacji metra chroniła się ludność. Setki wystraszonych ludzi stały bądź leżały zbite w ciasną kupę. To był przerażający widok… W ciągu dnia straciliśmy lotniska Tempelhof oraz Gatow, wskutek czego samoloty z zaopatrzeniem nie miały gdzie wylądować. Chociaż wyznaczono miejsce do lądowania awaryjnego w pobliskim zoo, tylko niewielkie maszyny mogły tam wylądować. Do 28 kwietnia nie mogliśmy wykorzystywać tego improwizowanego lotniska, ponieważ grunt był wyżłobiony przez pociski. W swoim popołudniowym raporcie wspomniałem o cierpieniach ludności oraz rannych żołnierzy oraz o wszystkim, co na własne oczy zobaczyłem w ciągu dnia…

#### Lotne sądy wojenne
Dziennik oficera dywizji pancernej „Müncheberg” opisuje również powszechne wówczas doraźne sądy wojenne:

Lotne sądy wojenne są dziś niesłychanie powszechne. Większość z nich składa się z bardzo młodych oficerów SS. Rzadko występują wśród nich odznaczenia. Zaślepieni i fanatyczni. Nadzieja na pomoc oraz strach przed sądem utrzymuje w ludziach wolę walki. Generał Mummert nie wyraża zgody na funkcjonowanie sądów wojennych w jego sektorze… Gotów jest osobiście rozprawić się z podobnymi instytucjami… Nie jesteśmy w stanie dłużej utrzymać Potsdamer Platz, więc tunelem metra przemieszczamy się pod Nollendorfplatz. W sąsiednim tunelu Rosjanie przemieszczają się w przeciwnym kierunku.

Do zmierzchu 27 kwietnia siły Weidlinga zostały całkowicie odcięte od reszty wojsk niemieckich. Podczas gdy dywizja „Müncheberg” związana była walkami w Wilmersdorf, Berlin został okrążony, a pozostali obrońcy stolicy znaleźli się w pułapce. Radziecka Agencja Informacyjna oświadczyła, że żołnierze 1 Frontu Białoruskiego przełamali silną linię obronną wokół Berlina i podążając ze wschodu oraz południa, połączyli się w Berlinie oraz na północno-zachodnich przedmieściach Poczdamu. To zgrupowanie odcięło Berlin od reszty świata. Radziecka Agencja Informacyjna ogłosiła wkrótce, że żołnierze 1. Frontu Białoruskiego przejęli kontrolę nad Gartenstadt, Siemenstadt oraz stacją kolejową Goerlitzer we wschodnim Berlinie. Gdy Weidling spostrzegł, że większość składu pozostałych formacji obronnych rekrutowała się z członków Hitlerjugend, nakazał przywódcy ruchu młodzieżowego, Arturowi Axmannowi, rozwiązanie bojowych związków Hitlerjugend. Jednak jego rozkaz nie został wykonany. Ostatecznie, wielu członków organizacji młodzieżowych zginęło podczas obrony Berlina. Poniższa wypowiedź pochodzi z zapisu wywiadu z członkiem Hitlerjugend, który przygotowywał obronę mostu nad Hawelą. Wywiad odbył się 28 lub 29 kwietnia. Gdy chłopca zapytano o wrażenia z walki na moście w tak młodym wieku (miał zaledwie trzynaście lat), wskazał na swoich kolegów z Oranienburga i powiedział:

Dowódca naszego okręgu, Frischefskly, kazał policji wyciągnąć nas wszystkich z domów, a następnie polecił nam zameldować się w barakach SS lub na Placu Zamkowym. Następnie podzielono nas na kilka oddziałów i przydzielono do różnych jednostek SS oraz Volkssturmu. Naszym zadaniem była obrona północnych oraz wschodnich obszarów miasta. Wielu z nas zginęło od ognia piechoty, gdy kazano nam atakować wroga w otwartym polu. Później walki przeniosły się do centrum miasta. Trwało to dwa dni. W tym czasie Oranienburg kilkakrotnie przechodził z rąk do rąk. Prawie wszyscy z nas zginęli. Później Rosjanie rozpoczęli ostrzał z katiuszy. Gdy postanowiliśmy uciekać do domów, zostaliśmy zatrzymani i kazano nam iść przez kanał w stronę Edenu. Przywódca mojej grupy został za odmowę powieszony na najbliższym drzewie przez członków SS i żołnierza SA. Miał zaledwie piętnaście lat. Pozostała część naszego oddziału – osiem osób z początkowego grona stu dwudziestu – postanowiła podporządkować się rozkazom. Wkrótce potem most nad kanałem został wysadzony w powietrze i zostawiono nas w spokoju. Spotkałem kilku kolegów ze szkoły, którzy poinformowali mnie, że sam Hauptbannfuehrer (dowódca okręgu) wraz ze swoją dziewczyną oraz przywódca Hitlerjugend Schiller ze Szkoły Aerotechnicznej dwa dni wcześniej uciekli na rowerach na zachód. Skierowałem się do Velten i próbowałem dotrzeć do Hennigsdorf, gdzie mieszkała moja ciotka. Jednak po drodze zostałem schwytany i ponownie zwerbowany. Musiałem walczyć w Reinickendorf, na drodze do Spandau. Później wycofaliśmy się. Dzisiaj rano ponownie kazano nam walczyć tutaj.

#### Bezwzględne natarcie
29 kwietnia Radziecka Agencja Informacyjna podała do publicznej wiadomości, że żołnierze 1. Frontu Białoruskiego nadal usuwają grupy oporu z ulic Berlina oraz że zajęli północno-zachodni sektor Charlottenburg aż do ulicy Bismarcka, zachodnią część Moabitu oraz wschodni rejon Schönebergu. Żołnierze 1 Frontu Ukraińskiego zajęli Friedenau oraz Grunewald w północno-zachodnim rejonie Berlina. Wieczorem 29 kwietnia linia frontu znajdowała się już bardzo blisko kwatery Weidlinga w Bendlerblocku. Weidling rozmawiał z dowódcami dywizji o możliwości ucieczki na południowy zachód i połączenia się z armią Wencka. Czoło armii Wencka dotarło do wioski Ferch u brzegu jeziora Schwielowsee w pobliżu Poczdamu. Ucieczkę planowano na godzinę 22.00 kolejnej nocy. 30 kwietnia Radziecka Agencja Informacyjna ogłosiła, że żołnierze 1. Frontu Białoruskiego przejęli Moabit, stację kolejową Anhalter, Joachimsthal na północy Berlina oraz Neukölln, Marienwerder i Liebenwalde. Tymczasem żołnierze 1. Frontu Ukraińskiego zajęli południowy obszar Wilmersdorf, Hohenzollerndamm, oraz stację kolejową Halensee.

#### W bunkrze Hitlera
Wczesnym rankiem 30 kwietnia, gdy siły radzieckie posuwały się w stronę centrum Berlina, Hitler poślubił Ewę Braun w swoim bunkrze pod gmachem Kancelarii Rzeszy. Kilka godzin później, gdy Sowieci znajdowali się w odległości 500 metrów od bunkra, Hitler spotkał się z Weidlingiem, który poinformował dyktatora, że najbliższej nocy garnizonowi berlińskiemu zabraknie amunicji. Weidling po raz kolejny poprosił Hitlera o pozwolenie na ucieczkę. Hitler nie udzielił mu od razu odpowiedzi. Wedling wrócił do swojej kwatery w Bendlerblocku, gdzie ok. godz. 13.00 uzyskał zgodę Hitlera na ucieczkę najbliższej nocy. Hitler wraz z Ewą Braun popełnili samobójstwo. Braun połknęła ampułkę z cyjankiem potasu, tymczasem jej mąż jednocześnie przyjął truciznę oraz strzelił sobie w skroń. Niektórzy świadkowie zeznawali, że słyszeli huk wystrzału ok. 15.30. Zgodnie z instrukcjami, zwłoki małżeństwa Hitlerów zostały spalone. Gdy Weidling ponownie udał się do bunkra Hitlera, zastał Goebbelsa, Bormanna i Krebsa. Zabrali go do pokoju Hitlera, gdzie para popełniła samobójstwo. Poinformowali go, że zwłoki zostały spalone, a następnie pochowane w kraterze po pocisku w ogrodzie przy Kancelarii Rzeszy. Weidling pod przymusem obiecał, że nie powtórzy tych wieści nikomu. Jedyną osobą „z zewnątrz”, która miała dowiedzieć się o śmierci Hitlera, był Józef Stalin. Tej nocy Niemcy zamierzali negocjować zawieszenie broni, a gen. Krebs zamierzał poinformować dowódcę wojsk radzieckich o śmierci Hitlera. Za niedługo Weidling zadzwonił do pułkownika Hansa Refiora, cywilnego szefa jego sztabu w kwaterze w Bendlerblocku. Weidling stwierdził, że nie może powiedzieć pułkownikowi co się stało, jednak poprosił o natychmiastowe przybycie członków sztabu, włącznie z Theodorem von Dufvingiem, wojskowym szefem sztabu. Zgodnie z ostatnią wolą i testamentem Hitlera, Joseph Goebbels, minister oświecenia publicznego i propagandy, został nowym szefem rządu oraz kanclerzem Niemiec (Reichskanzler). 1 maja o godzinie 3.15 kanclerz Goebbels oraz Martin Bormann (szef kancelarii partii (Parteikanzlei) oraz osobisty sekretarz Hitlera) wysłali do admirała Karla Dönitza radiową wiadomość o śmierci Hitlera. Zgodnie z ostatnim życzeniem Hitlera, Dönitz został mianowany nowym prezydentem Niemiec (Reichspräsident).
1 maja, na kilka godzin po samobójstwie Hitlera, kanclerz Joseph Goebbels oddelegował gen. Hansa Krebsa oraz von Dufvinga – wojskowego szefa sztabu Weidlinga, na negocjacje dot. zawieszenia broni z generałem Wassilijem Czujkowem. Czujkow, dowódca 8. radzieckiej gwardii armii, kierował radzieckimi siłami w Berlinie centralnym. Krebs zaskoczył Czujkowa, przybywając tuż przed 4.00. Krebs płynnie posługiwał się językiem rosyjskim. Powiadomił Czujkowa o śmierci Hitlera i jego żony, Ewy Braun, w bunkrze Führera. Czujkow, który nie miał świadomości, że pod Kancelarią Rzeszy znajdował się bunkier, ani że Hitler był żonaty, spokojnie odpowiedział, że wiedział o wszystkim. Radziecki dowódca nie był jednak przygotowany do negocjacji. Sowieci nie chcieli zgodzić się na żadne inne warunki rozejmu poza bezwarunkową kapitulacją armii niemieckiej. Krebs nie został przez Goebbelsa upoważniony do podpisania aktu bezwarunkowej kapitulacji. Spotkanie pomiędzy Krebsem a Czujkowem nie zakończyło się zawarciem porozumienia. Według osobistej sekretarki Hitlera, Traudl Junge, Krebs wrócił do bunkra „kompletnie wyczerpany”. Kapitulacja Berlina przeciągnęła się aż do dnia samobójstwa Goebbelsa.
Późnym popołudniem 1 maja, dzieci Goebbelsów zostały otrute przez rodziców. Około 20.30 Goebbels rozkazał strażnikom z SS zastrzelić jego oraz Magdę Goebbels w ogrodzie Kancelarii Rzeszy, a następnie spalić zwłoki. Dla Weidlinga otworzyła się droga do negocjacji z Rosjanami.

#### Kapitulacja wobec Czujkowa
2 maja generał Weidling polecił Theodorowi von Dufvingow szefowi sztabu LVI KP ustalenie terminu spotkania z generałem Czujkowem. Weidling i Czujkow w trakcie spotkania przeprowadzili następującą rozmowę:

...
Czujkow: „Czy to pan jest dowódcą garnizonu berlińskiego?”
Weidling: „Tak, jestem dowódcą LVI korpusu pancernego”.
Czujkow: „Gdzie jest Krebs?”
Weidling: „Widziałem go wczoraj w Kancelarii Rzeszy. Myślałem, że popełni samobójstwo. Z początku Krebs krytykował mnie, gdyż nieoficjalnie poddaliśmy się wczoraj. Rozkaz kapitulacji będzie wydany dopiero dzisiaj”.
Radziecki generał Wasilij Sokołowski zadał niespodziewane pytanie. Rozmowa trwała nadal:
Sokołowski: „Co stało się z Hitlerem i Goebbelsem?”
Pytanie zaskoczyło Weidlinga, ale spokojnym głosem odpowiedział:
Weidling: „Jak mi wiadomo, Goebbels wraz z rodziną zamierzali popełnić samobójstwo. Führer oraz jego żona przyjęli truciznę 30 kwietnia”.
Czujkow: „Czy był pan świadkiem tych wydarzeń?”
Weidling: „Byłem w Kancelarii Rzeszy 30 kwietnia wieczorem. Krebs, Bormann i Goebbels poinformowali mnie o tym”.
Czujkow: „Czyli wojna jest zakończona?”
Weidling: „Uważam, że każda kolejna śmierć będzie zbrodnią... szaleństwem.”
Sokołowski wtrącił się ponownie.
Sokołowski: „Proszę zarządzić rozkaz całkowitej kapitulacji, tak żebyśmy nie napotykali już oporu w poszczególnych sektorach. Lepiej późno niż wcale.”
Weidling: „Nie mamy już amunicji ani ciężkiej broni. Dlatego opór nie może już dłużej trwać. Wszyscy Niemcy są zdezorientowani, ale nie uwierzą mi, że Hitler nie żyje.”
Czujkow: „Proszę wydać rozkaz bezwarunkowej kapitulacji. Wówczas Wasze stanowisko będzie jasne”.
Zgodnie z poleceniem Czujkowa i Sokołowskiego, Weidling napisał odezwę do żołnierzy niemieckich. Treść dokumentu brzmiała następująco:
„30 kwietnia 1945 roku, Fuehrer popełnił samobójstwo, opuszczając tym samym ludzi, którzy przysięgli mu wierność. Zgodnie z rozkazem Fuehrera, Wy, niemieccy żołnierze, mieliście kontynuować walkę o Berlin, pomimo braku amunicji oraz beznadziejnej sytuacji, w której kontynuacja oporu nie ma sensu. Zarządzam natychmiastowe zawieszenie broni. WEIDLING, generał artylerii, były dowódca okręgu obrony Berlina”.
Czujkow i Sokołowski przeczytali odezwę Weidlinga, po czym rozmowa trwała nadal.
Czujkow: „Nie ma potrzeby pisać 'były'. Pan wciąż jest dowódcą”.
Weidling: „Oczywiście! Jaki ma być charakter dokumentu – apel czy rozkaz?”
Czujkow: „Rozkaz”.

Spotkanie pomiędzy Weidlingiem i Czujkowem zakończyło się 2 maja 1945 roku o godzinie 8:23. Jeszcze tego samego dnia, przez megafony ogłoszono kapitulację Weidlinga, a kopie jego rozkazu zostały wręczone pozostałym obrońcom Berlina. Z wyjątkiem rozproszonych punktów oporu oraz desperackich prób ewakuacji wojsk, bitwa o Berlin została zakończona. Wojska radzieckie wzięły Wedlinga do niewoli i w charakterze jeńca wojennego przewiozły go do Związku Radzieckiego. Nie powrócił już do Niemiec.

### Po wojnie
27 lutego 1952 roku radziecki trybunał wojskowy w Moskwie skazał Weidlinga na 25 lat więzienia za udział w zbrodniach wojennych w Azaryczach na Białorusi. Weidling zmarł 17 listopada 1955 roku w Więzieniu Centralnym we Włodzimierzu. Według zapisów KGB przyczyną śmierci Weidlinga była „miażdżyca sercowa i naczyniowa wraz z zatrzymaniem krążenia”.
W opinii rosyjskiej Głównej Prokuratury Wojskowej gen. Weidling został osądzony prawidłowo i nie podlega rehabilitacji.

## Odznaczenia
- Szpanga Krzyża Żelaznego II Klasy (18 września 1939)[2]
- Szpanga Krzyża Żelaznego I Klasy (12 października 1939)[2]
- Złoty Krzyż Niemiecki (23 czerwca 1942)[2]
- Krzyż Rycerski Krzyża Żelaznego (15 stycznia 1943)[2]
- Krzyż Rycerski Krzyża Żelaznego z Liśćmi Dębu (22 lutego 1944)[2]
- Krzyż Rycerski Krzyża Żelaznego z Liśćmi Dębu i Mieczami (28 listopada 1944)[2]
- Krzyż Honorowy dla Walczących na Froncie[2]
- Medal Pamiątkowy 1 października 1938[2]
- Medal za Kampanię Zimową na Wschodzie 1941/1942[2]
- Odznaka za Służbę Wojskową (IV, III, II i I Klasy)[2]